# Conuco

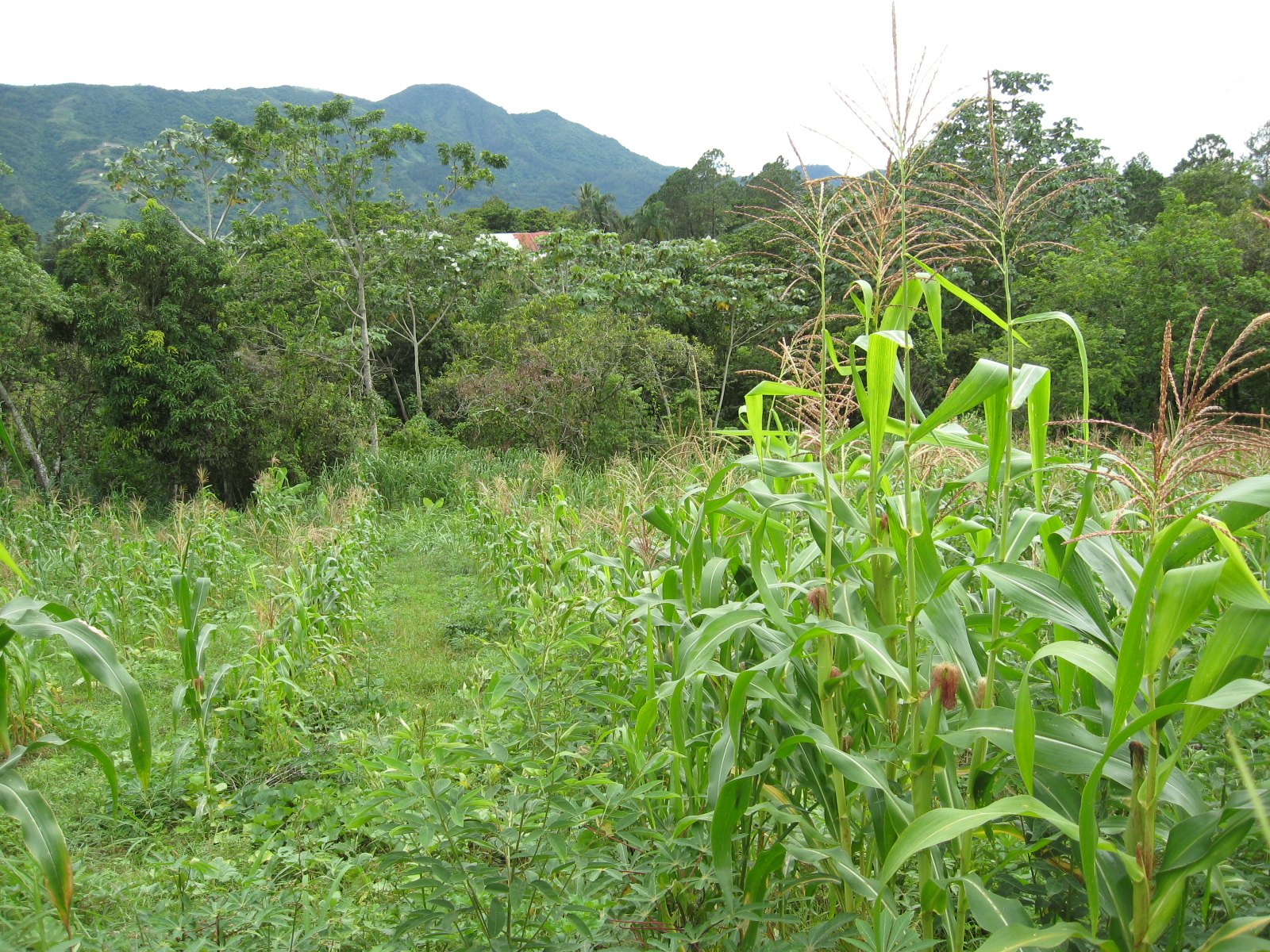
Conuco con maíz y otras especies en Jarabacoa, República Dominicana

El conuco es un sistema agroforestal de policultivo propia de las islas antillanas y las regiones caribeñas de Sudamérica, que consiste en parcelas de tierra de pequeño tamaño con diversos vegetales que son aprovechados por el ser humano, y que no necesitan apenas regadío ni laboreo. Las principales ventajas de esta práctica agrícola son la conservación del suelo y de la biodiversidad local. 
En el conuco se cultivan diversas especies: tomates, frijoles, caraotas (importantes porque fijan el nitrógeno en el suelo), plátanos, yucas. Además de alimentos, en el conuco hay espacio para sembrar plantas medicinales locales.

## Etimología
La voz conuco es de origen taíno. Está emparentado con la palabra kunuku, que en idioma arawak-lokono significa ‘bosque’ o ‘árbol’. Gracias a este estudio comparativo, se sabe que la palabra es de origen nativo-americana, concretamente arahuaca taína, pero hasta el siglo xx se teorizó si la palabra podía ser de origen africano o incluso castellana:

No creemos que sea voz indoantillana aunque
digan que lo dijo Oviedo, y lo dijera realmente fray Bartolomé de Las Casas. Otros, como Pichardo, están inclinados a tenerla por africana; y Weiner lo asegura. Y otros, en fin, con Armas, creemos que es voz castiza (de cono con-uco) con desinencia diminutiva, como de cayo, cayuco, de jara, jaruco, etc. De todo ello se tratará ampliamente en otra ocasión, en nuestro vocabulario de africanismos, porque no falta quien asegure que es negroafricana la tan llevada y traída palabreja.
Fernando Ortiz, 1921

## Por región
Puerto Rico
En Puerto Rico es también llamado conucu.
Cuba
En la Cuba colonial del siglo xix, el conuco era la parcela de tierra cercana a los cafetales e ingenios azucareros que ciertos amos concedían a los esclavos para que cultivaran sus propios alimentos.
Colombia
En Colombia, particularmente en la Región Caribe, el conuco como práctica estuvo bastante extendida puesto que quedan registrados numerosos testimonios de ella, aunque hoy en día se encuentra totalmente en desuso.
Aruba

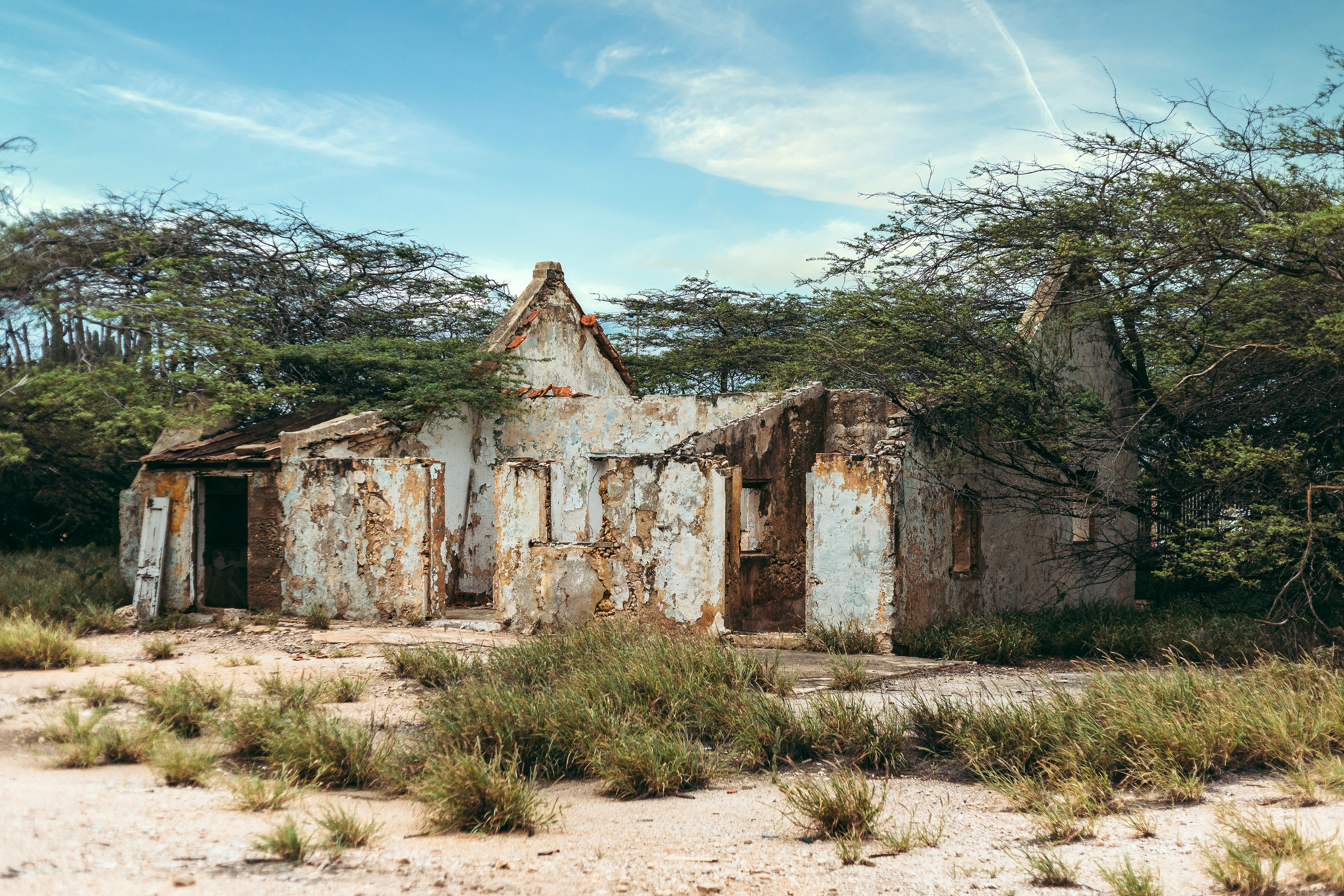
Antigua casa «cunucu» semiderruida en Aruba

En Aruba y otras islas del Caribe donde se habla papiamento, el cunucu o conucu es el pequeño huerto que sirvió de base para la economía local antes de que el turismo y la evasión fiscal se convirtieran en las principales actividades económicas. Asimismo, la raza de perro que protege el plantío es conocido como cunucu dog. 